# Silvia Marciandi
Silvia Marciandi (Aosta, 13 de mayo de 1963) es una deportista italiana que compitió en esquí acrobático.
Ganó dos medallas de bronce en el Campeonato Mundial de Esquí Acrobático de 1986, en las pruebas de baches y combinada. Participó en dos Juegos Olímpicos de Invierno, ocupando el séptimo lugar en Albertville 1992 y el décimo en Lillehammer 1994, en ambas ocasiones en la prueba de baches.

## Medallero internacional
| Campeonato Mundial | Campeonato Mundial | Campeonato Mundial | Campeonato Mundial |
| Año                | Lugar              | Medalla            | Competición        |
| ------------------ | ------------------ | ------------------ | ------------------ |
| 1986               | Tignes (Francia)   | Medalla de bronce  | Baches             |
| 1986               | Tignes (Francia)   | Medalla de bronce  | Combinada          |